# Combretum kasaiense
Combretum kasaiense är en tvåhjärtbladig växtart som beskrevs av Liben. Combretum kasaiense ingår i släktet Combretum och familjen Combretaceae. Inga underarter finns listade i Catalogue of Life.